# ديفيد إل. ويلسون
ديفيد إل. ويلسون (بالإنجليزية: David L. Wilson)‏ هو سياسي أمريكي، ولد في 8 يناير 1950 في الولايات المتحدة. حزبياً، نشط في الحزب الجمهوري.